# جورج بيوكانان
جورج بيوكانان (باللغة الغايلية الإسكتلندية: Seòras Bochanan؛ فبراير 1506 -28 سبتمبر 1582) هو مؤرخ إسكتلندي وعالمٌ إنسانيٌ. وفقًا للمؤرخ كيث براون، كان بيوكانان «أعمق مُفكّرٍ أخرجته اسكتلندا في القرن السادس عشر». اكتسب مذهبه في مقاومة الاغتصاب الملكي قبولًا واسع النطاق أثناء الإصلاح الإسكتلندي. يقول براون إن السهولة التي أُطيح بها الملك جيمس السابع في عام 1689 تُظهر قوة الأفكار البيوكانانية.

## نشأته

### تربيته المبكرة وتعليمه في باريس
كان والده، أحد سكان هايلاندر والابن الأصغر لعائلةٍ عريقةٍ، يمتلك مزرعة موسٍ في أبرشية كيليرن ستيرلينغشاير، لكنه توفي شابًا تاركًا أرملته مع خمسة أبناء وثلاث بنات في فقرٍ. كانت والدة جورج، أغنيس هيريوت، من عائلة هيريوت في ترابرون، لوثيان الشرقية، التي كان جورج هيريوت، مؤسس مستشفى هيريوت، فردًا منها أيضًا. يُقال إن بيوكانان، وهو متحدثٌ أصليٌ للغة الإسكتلندية الغايلية، قد التحق بمدرسة كيليرن، لكن لا يُعرف الكثير عن تعليمه المبكر. كان شقيقه، باتريك بيوكانان، باحثًا أيضًا. في عام 1520 أُرسل من قِبل خاله، جيمس هيريوت، إلى جامعة باريس، حيث أصبح للمرة الأولى على اتصال مع المؤثرين الرئيسيين في العصر، عصر النهضة والإصلاح. هناك، حسب قوله، كرّس نفسه لكتابة الشعر «قسمٌ منها بالإعجاب، وقسمٌ بالإكراه (إذ كانت آنذاك المهمة الوحيدة الموكلة للشباب)».

### العودة إلى إسكتلندا
في عام 1522، توفي خاله، وكان جورج بيوكانان، الذي كان في ذلك الوقت مصابًا بمرضٍ شديدٍ، غير قادرٍ على البقاء في باريس، فعاد إلى اسكتلندا. بعد تعافيه من مرضه، انضم إلى فرق الإغاثة العسكرية الفرنسية التي نُقلت إلى اسكتلندا من قِبل جون ستيوارت، دوق ألبانيا، وشارك في حصارٍ غير ناجحٍ لقلعة وارك على الحدود مع إنجلترا في أواخر عام 1523. في العام التالي التحق بجامعة سانت أندروز، حيث حصل على درجة البكالوريوس في عام 1525. كان قد ذهب إلى هناك بشكلٍ أساسيٍ لحضور محاضرات جون ماير حول المنطق؛ وعندما انتقل ماير إلى باريس، تبعه بيوكانان في عام 1526.

### أستاذ ووكيل
في 1528 حصل بيوكانان على درجة الماجستير من كلية الإسكتلنديين، جامعة باريس. في العام التالي عُيّن وصيًّا، أو أستاذاً، في كلية سانت باربيه، ودرّس هناك لأكثر من ثلاث سنوات. كانت سانت باربيه واحدة من الكليات المرموقة والمتطورة في ذلك الوقت. أضاف جورج إلى تلك المكانة من خلال إنشاء إصلاحاتٍ جديدة في تدريس اللغة اللاتينية. في عام 1529 انتُخب «وكيل جماعة الطلاب الألمان» في جامعة باريس، وأُعيد انتخابه أربع مراتٍ في أربعة أشهرٍ متتاليةٍ. استقال من الوصاية في عام 1531، وفي عام 1532 أصبح مدرسًا لجيلبرت كينيدي، إيرل كاسيليس الثالث، الذي عاد معه إلى اسكتلندا في وقتٍ مبكرٍ من عام 1537، بعد أن اكتسب شهرةً كبيرةً في مجال التعليم.

### موقف لاهوتي
في هذه الفترة، تبنى بيوكانان نفس الموقف تجاه الكنيسة الكاثوليكية الرومانية كما إيراسموس: لم ينكر مذاهبها، لكنه اعتبر نفسه حرًا في انتقاد ممارستها. رغم أنه استمع إلى حجج الإصلاحيين البروتستانت، إلا أنه لم ينضم إلى صفوفهم حتى عام 1553. كان أول إنتاجٍ أدبيٍ له في اسكتلندا -عندما كان في منزل اللورد كاسيليس في الريف الغربي- قصيدة سومنيوم، وهي هجومٌ ساخرٌ على الرهبان الفرنسيسكان والحياة الرهبانية عمومًا. لم يكن هذا الاعتداء على الرهبان سببًا في إرضاء جيمس الخامس، الذي جعل بيوكانان مدرسًا لأحد أبنائه الطبيعيين، اللورد جيمس ستيوارت (وليس الابن الذي أصبح وصيًا لاحقًا)، وشجعه في جهد أكثر جرأة. بقيت قصيدتا بالينوديا وفرنسيسكانوس وفراتريس غير منشورتين لسنواتٍ عديدةٍ، لكنهما جعلتا المؤلف مكروهًا من قبل أخوية الفرنسيسكان.

## أعماله

### عالم لاتيني
لإتقانه اللغة اللاتينية، نادراً ما تجاوز أي كاتبٍ حديثٍ بيوكانان. لم يُصمم أسلوبه بشكلٍ صارمٍ على غرار أي مؤلفٍ كلاسيكي، ولكنه كان ذا نضارةٍ ومرونةٍ خاصةٍ به. وصفه هيو تريفور- روبر بأنه «بموافقةٍ عالميةٍ، أعظم كاتبٍ لاتيني، سواءً في النثر أو الشعر، في أوروبا القرن السادس عشر». لقد كتب اللاتينية كما لو كانت لغته الأم. امتلك بيوكانان أيضًا غنىً من الإحساس الشّعري، والكثير من أصالة الفكر. ترجماته من المزامير والمسرحيات اليونانية هي أكثر من مجرد إصدارات؛ تمتعت مؤلفتاه في التراجيديا، Baptistes وJephthes، بسمعةٍ أوروبيةٍ للتفوق الأكاديمي. كُتبت أشعاره الـ بومباي من أجل الأداء في ترفيه المحكمة لماري، بما في ذلك أوفرينغ أوف ذا راستيك غودز التي غُنيّت خلال تمثيليّة ابتكرها باستيان بيجز لمعمودية الملك جيمس.

### أعمال النثر
بالإضافة إلى هذه الأعمال، كتب بيوكانان في النثر شيمايليون، كتابًا ساخرًا باللغة الإسكتلندية ضد مايتلاند من ليثينغتون، طُبع لأول مرةٍ في عام 1711؛ وهو ترجمةٌ لاتينية لقواعد ليناكر (باريس، 1533)؛ ليبيلوس دي بروسوديا (إدنبره، 1640)؛ وفيتا آب إيبسو سكريبتا بيينيو انتي مورتيم (1608)، حُررت بواسطة ر. سيببالد (1702). ومن قصائده الأخرى فراتريس فراتيريمي، اليجية، سيلفاي، مجموعتان من الشعر بعنوان Hendecasyllabon Liber وIambon Liber؛ ثلاثة كتب من إبيجراماتا؛ وكتابٌ من الشعر المتنوع؛ دي سفايرا (في خمسة كتب)، مقترحٌ من قصيدة دي سفايرا موندي لـ خوانيس دي ساكروبوسكو، وكان المقصود منه الدفاع عن النظرية البطليمية ضد وجهة النظر الكوبرنيكية الجديدة.
هناك نسختان أوليتان من أعمال بيوكانان: نسخة توماس روديمان ونسخة بيتر بورمان.

### أعماله الأخيرة
كانت أولى أعماله المتأخرة المهمة أطروحة دي يوري ريغني أبود سكوتوس، نُشرت عام 1579. في هذا العمل الشهير، المكوَّن في شكل حوار، ويهدف بوضوح إلى غرس مبادئ سياسية سليمة في ذهن تلميذه، يضع بيوكانان التعاليم بأن مصدر كل السلطة السياسية هو الشعب، وأن الملك ملتزمٌ بتلك الشروط التي التزمت السلطة العليا بموجبها لأمره، وأنه من المشروع مقاومة، بل ومعاقبة، الطغاة. أُثبتت أهمية العمل من خلال الجهود المستمرة التي بذلتها الهيئة التشريعية لقمعه خلال القرن الذي أعقب نشره. أُدين بموجب قانونٍ صادرٍ عن البرلمان في عام 1584، ومرةً أخرى في عام 1664؛ وفي عام 1683، أُحرق من قبل جامعة أوكسفورد.
الثاني من أعماله الكبرى هو تاريخ اسكتلندا، ريروم سكوتيكاروم إستوريا، الذي أُنجز قبل وفاته بفترةٍ وجيزةٍ، ونُشر في عام 1582. يُعدّ رائعًا لقوة وثراء أسلوبه، وللقيمة الكبيرة للفترة المعروفة شخصيًا من قبل المؤلف، والتي تحتل الجزء الأكبر من الكتاب. يستند القسم الأول، إلى حدٍ كبيرٍ، إلى التاريخ الأسطوري لبويس. كانت نية بيوكانان «تطهير» التاريخ الوطني «من بعض الكذبات الإنكليزية والأباطيل الاسكتلندية» (رسالة إلى راندولف). قال إنه سوف «سينال الكثير من الإزعاج ويثير الكثيرين»؛ في الواقع، حمل هذا الأمر الكثير من الإهانات إلى حد أنه صدر إعلان يدعو لجمع كلّ نسخه، وكذلك دي يوري ريغني، حتى يُتمكّن من تطهيرها من «المسائل المسيئة والاستثنائية» التي تضمنتها.

### إرث دائم
يحتل بيوكانان مكانته العظيمة والفريدة من نوعها في الأدب ليس فقط من أجل كتاباته بل لتأثيره القوي والدائم على الكتاب اللاحقين. كان تأثيره ملحوظًا بحلول عام 1726 عندما استولى أندرو ميلار، وهو بائع كتبٍ بارزٍ من القرن الثامن عشر، على مكتبة جيمس ماكوين في لندن على اللافتة «رأس بيوكانان، تيمبل بار». تُصوّر لافتة المتجر وجه جورج بيوكانان، وتلك شهادةٌ على مكانة بيوكانان القديمة وسمعته في الرسائل الإسكتلندية.

## روابط خارجية
- جورج بيوكانان على موقع الموسوعة البريطانية (الإنجليزية)